# Фоменков, Алексей Алексеевич
Алексей Алексеевич Фоменков (род. 25 сентября 1991, Омск) — российский спортсмен, чемпион Летних Паралимпийских игр 2008 года в плавании. Десятикратный чемпион России. Мастер спорта международного класса.

## Биография
Алексей Алексеевич Фоменков родился 30 сентября 1991 года в Омске. Начал заниматься спортом в родном городе в СДЮСШОР № 6.

## Награды
- Награждён орденом Дружбы[1].

### Спортивные достижения
Летние Паралимпийские игры 2008 года:
- 100 метров брассом (12 сентября)